# جون س. موسر
جون س. موسر (بالإنجليزية: John Conrad Moser)‏ هو عالم بيئة وعالم حشرات أمريكي، ولد في 29 مارس 1929 في كولومبوس في الولايات المتحدة، وتوفي في 26 أغسطس 2015 في بينيفيلي في الولايات المتحدة.